# Paul Valjean
Theo Paul Valjean (født 31. marts 1935 i Michigan, USA, død 22. juni 1992) var en amerikansk koreograf, danser og skuespiller, som fra 1960 boede i Danmark.

## Biografi
Valjean havde gennemført en uddannelse som musiker og blev herefter danser. I 1960 kom han på en uges studieophold til Danmark, men blev boende resten af sit liv. Først dansede han pantomine, og derefter i forskellige områder med en præference for underground- og suspenseteater.
Han er begravet på Vor Frelsers Kirkegård i København.

## Filmografi

### Som skuespiller
- 1966: Flagermusen
- 1970: Stille dage i Clichy − Joey
- 1977: Nyt legetøj − Hotelportier

### Som koreograf
- 1975: Gas (dokumentarfilm)
- 1981: Dansk Naturgas (tv-serie)

### Som balletmester
- 1970: Svend, Knud og Valdemar